# Arcade Fire
Az Arcade Fire egy indie-rock zenekar, melyet 2003-ban egy házaspár (Win Butler és Régine Chassagne) alakított, Montréalban, Kanadában.
Egyedi, összetett hangzásvilága, egy hagyományos rock zenekarnál nagyobb csapatot tett szükségessé. Első albumuk Funeral, a 2004-2005-ös év egyik legmeghatározóbb indie együttesévé tette őket. A 2007-ben megjelent Neon Bible, melynek nagyzenekari és kórusfelvételei Budapesten zajlottak, hasonlóan nagy sikereket ért el. 2010-ben jelent meg harmadik nagylemezük a The Suburbs, amelyért 2011-ben elnyerték az év albumának járó Grammy-díjat, valamint elnyertek egy jelölést a legjobb alternatív album kategóriában is.

## Diszkográfia

### Nagylemezek
- Funeral (2004)
- Neon Bible (2007)
- The Suburbs (2010)
- Reflektor (2013)
- Everything Now (2017)
- We (2022)
- Pink Elephant (2025)

### Középlemezek
- Arcade Fire (EP – 2003)
- Live (EP – 2005)